# Idioctis littoralis
Idioctis littoralis is een spinnensoort uit de familie Barychelidae. De soort komt voor in Singapore.